# Morena recesyjna
Morena recesyjna – wał moreny czołowej uformowany podczas (zwykle stosunkowo krótkotrwałej) stagnacji lodowca następującej w trakcie jego recesji. 
Podobnie jak inne moreny czołowe (końcowe i spiętrzone) moreny czołowe recesyjne powstają poprzecznie do ruchu lodowca (równolegle do czoła lodowca) i mają poprzeczne rysy rzeźby. Przez to są on podobne do wałów moren szczelinowych i rynnowych. 
Moreny recesyjne, w zależności od mniejszych lub większych wahań zasięgu czoła lodowca w czasie deglacjacji, dzielą się na wały stadialne, fazowe i oscylacyjne moreny czołowej.